# هندسة التبريد والتكييف

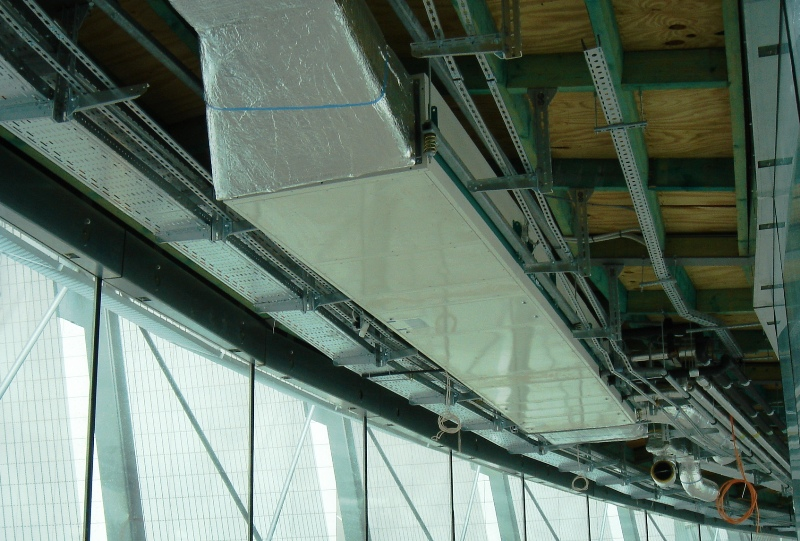
صورة لنظام تكيف وتهوية يعمل على نقل الهواء البارد في قنوات

هندسة التبريد والتكييف أحد فروع الهندسة التخصصية، وهي أيضا أحد فروع الهندسة الميكانيكية يرمز لها بالأنجليزية (HVAC). يعنى هذا الفرع من فروع الهندسة الميكانيكية بتصميم أنظمة تكييف وتبريد الهواء الخاصة للإستخدامات المنزلية أو الصناعية بالإضافة إلى أنظمة التهوية والمحافظة على جودة الهواء. وتدرس هذه الهندسة في أغلب جامعات العالم المعروفة اليوم. بالعودة إلى كتيب الجمعية الأمريكية لمهندسي التدفئة والتبريد وتكييف الهواء (ASHREA) فإن أجهزة التكييف والتبريد يجب أن تصمم بحيث تكون قادرة على الحفاظ على درجة حرارة ما بين (23-26 C°) ورطوبة ما بين (45%-55%) حيث تعتبر هذه الإرقام هي درجات الحرارة والرطوبة المثلى لراحة الغالبية العظمى من الناس.
يتم تصميم أنظمة التكييف والتبريد اعتمادا على عدة عوامل منها:
- عدد الأشخاص في المبنى أو في المكان المراد تبريده.
- طبيعة استخدام المبنى (مدرسة، مسرح، سينما.... إلخ).
- المساحة الكلية للمبنى.
- درجة الحرارة العظمى خلال السنة في المنطقة التي يقع فيها المبنى.
- المواد المصنوع منها جدران المبنى ونوعية العزل المستخدم.
- القدرة الكهربائية للأجهزة المستخدمة داخل المبنى.
- الأحمال الكهربائية الناتجة عن استخدام الإضاءة.

تستخدم اليوم أجهزة الكومبيوتر الحديثة والبرامج الهندسية لحساب الحمل الحراري الكلي للمبنى لأن أجراء هذه الحسابات بشكل يدوي عملية طويلة ومعقدة وتستغرق وقتا طويلا خصوصا للمباني كبيرة الحجم مثل ناطحات السحاب.بناءا على قيمة الحمل الحراري الكلي للمبنى يتم تحديد نوع نظام التبريد الذي يمكن استخدامه وقدرته (تقاس بالطن) وكمية التهوية المطلوبة وحجم المراوح التي تقاس عادة بوحدة قدم مكعب بالدقيقة (CFM). وبعد أن ينتهي المهندسون من تصميم نظام التكييف يرسل هذا التصميم إلى فريق متخصص في التسعير وحساب الكلفة ليتم حساب كلفة هذا التصميم وتضمين سعره في السعر الكلي للمبنى المراد بناءه. إن تصميم نظام التكييف والتبريد الناجح هو التصميم الذي يتم بأعلى كفاءة وأقل كلفة.

## نبذة تاريخية عن التبريد
مجال التبريد والتكييف من المجالات ذات الازدهار المستمر في العالم وبالأخص في البلاد النامية حيث أنه غالبا لا يوجد مجال صناعي أو علمي لا يعتمد في ناحية من نواحيه على علم التبريد والتكييف واعتقد ان هذا المجال ذو صعوبة خاصة حيث أنه يجمع في طياته بين العلوم الميكانيكية وعلوم الكهرباء بفروعها ويلزم للعامل في هذا المجال أن يكون على قدر كبير نسبيا من المعلومات الأساسية في مجالات شتى.
- منذ قرون طويلة استخدم قدماء المصريين أوعية فخارية لتبريد مياه الشرب.
- بعد ذلك اكتشف مجموعة من رجال الإسكيمو منه جثة حيوان منقرض منذ فترة مدفون في الجليد بحالة جيدة انتشر بعد ذلك استخدام الجليد في حفظ الأغذية في مناطق تواجده.
- في أوائل القرن السابع تم وضع اسس علم الميكانيكا الحرارية (الثيرموديناميكا Thermodynamic)
- في عام 1820م انشأ فردريك تيودوز مستودعا لشحن الجليد لحفظ الأغذية في الولايات المتحدة الأمريكية وراجت هذه التجارة ولكن لم يكن من الممكن تبريد حيز بهذه الطريقة لاقل من 2 إلى 5 درجة مئوية وفي نفس العام تم وضع الثلج الأول مرة كتجربة معملية.
- في وسط القرن الـ19 تم صنع أول ضاغط ترددي وقد اشتق من الآلة البخارية.
- في عام 1824 اكتشف مايكل فاراداي مبادئ نوع امتصاص التبريد.[2]
- في عام 1850م صمم رجل فرنسي يدعى ادموند كاريه مكنات صغيرة للتبريد منها مهد الطريق لصناعة الثلج الصناعي مما أثر على تجارة الجليد الطبيعي.
- وفي عام 1876م استخرج فرديناند كاريه براءة اختراع لماكينة يمكنها التجميد حتى درجة –35 درجة مئوية.
- في عام 1902 اخترع ويليس هافيلاند كارير أول مكيف هواء للتحكم في درجة الحرارة والرطوبة مما يمثل أول جهد يبذل للتحكم في درجة حرارة المناطق المحيطة. ومن هذا يبدأ تاريخ تكييف الهواء.
- في عام 1910م أنتجت شركة كلفنتور الثلاجة المنزلية وطرحت للبيع بالأسواق.
- في عام 1928 اكتشف العالم الراحل توماس ميدجلي مركب التبريد الفريون حيث كان قبل ذلك يستعمل غاز النشادر في التبريد.[2]
- في عام 1945م حدث تقدم كبير حيث تم استخدام الضواغط الصغيرة في اجهزة التبريد مما جعل الثلاجات متاحة للاستخدام المنزلي عن طريق شركتي كليفنتو وفريجيدير
- في عام 1957 تم تطوير أول ضاغط دوار مما يجعل وحدات تكييف الهواء أصغر وأكثر كفاءة مقارنة بنوع التردد.[2]
- في عام 1987 تم توقيع بروتوكول مونتريال الموقّع لحماية طبقة الأوزون على الأرض في مونتريال كندا. ينشئ البروتوكول تعاونًا دوليًا في التخلص التدريجي من المواد المستنفدة للأوزون، بما في ذلك مبردات الكلوروفلوروكربون (CFC) المستخدمة في معدات التكييف.[2]
- في عام 1995 انتهى تصنيع الكلوروفلوروكربون في الولايات المتحدة الأمريكية [2]

## النظام المستخدم في التصميم
يستخدم المهندسون حول العالم مجموعة من النظم الخاصة بتصميم أنظمة تكييف وتبريد الهواء، وهذه النظم أو التصميم القياسي هي مجموعة من التعليمات والإرشادات التي تم الاتفاق عليها عالميا، والهدف من استخدام هذه التصاميم القياسية هو تقليل المخاطر والحوادث الناتجة عن تشغيل أجهزة التكييف والتبريد وتقليل كلفة الصيانة وإستهلاك الكهرباء.
وأشهر هذه التصاميم القياسية هو التصميم القياسي الصادر عن الجمعية الأمريكية لمهندسي التدفئة والتبريد وتكييف الهواء ويرمز له اختصارا ب (ASHRAE)، ويحتوي هذا التصميم القياسي على جميع المعلومات الضرورية التي يحتاجها المهندس كي يبدأ في تصميم نظام التكييف والتبريد الخاص بالمبنى.